# Duguitala
Duguitala (kinesiska: 独贵塔拉, 独贵塔拉镇) är en köping i Kina. Den ligger i den autonoma regionen Inre Mongoliet, i den norra delen av landet, omkring 250 kilometer väster om regionhuvudstaden Hohhot.
Genomsnittlig årsnederbörd är 355 millimeter. Den regnigaste månaden är juli, med i genomsnitt 88 mm nederbörd, och den torraste är januari, med 1 mm nederbörd.